# Emmesomyia flavitarsis
Emmesomyia flavitarsis este o specie de muște din genul Emmesomyia, familia Anthomyiidae, descrisă de Masayoshi Suwa în anul 1974. Conform Catalogue of Life specia Emmesomyia flavitarsis nu are subspecii cunoscute.